# Sala de Imprensa da Santa Sé
A Sala de Imprensa da Santa Sé publica notícias oficiais sobre a atividade do Papa e dos diversos departamentos da Santa Sé. O atual diretor e porta voz é o profissional de mídia ítalo-britânico Matteo Bruni.

## Diretores
| No. | Foto            | Nome (nascimento–morte)              | Mandato          | Mandato          |
| No. | Foto            | Nome (nascimento–morte)              | inicio           | fim              |
| --- | --------------- | ------------------------------------ | ---------------- | ---------------- |
| 1   |                 | Angelo Fausto Vallainc (1916–1986)   | 19 Outubro 1966  | 4 Julho 1970     |
| 2   |                 | Federico Alessandrini (1905–1983)    | 11 Julho 1970    | 3 Junho 1976     |
| 3   |                 | Romeo Panciroli (1923–2006)          | 3 Junho 1976     | 5 Setembro 1977  |
| 3   | 5 Setembro 1977 | Romeo Panciroli (1923–2006)          | 4 Novembro 1984  |                  |
| 4   |                 | Joaquín Navarro-Valls (1936–2017)    | 6 Dezembro 1984  | 11 Julho 2006    |
| 5   |                 | Federico Lombardi (n. 1942)          | 11 Julho 2006    | 1 Agosto 2016    |
| 6   |                 | Greg Burke (n. 1959)                 | 1 Agosto 2016    | 31 Dezembro 2018 |
| –   |                 | Alessandro Gisotti (n. 1974) Atuando | 31 Dezembro 2018 | 21 Julho 2019    |
| 7   |                 | Matteo Bruni (n. 1976)               | 21 Julho 2019    | Incumbent        |